# またたび浴びたタマ
『またたび浴びたタマ』（またたびあびたタマ）は、村上春樹作、友沢ミミヨ絵の回文の本。
2000年8月30日、文藝春秋より刊行された。装丁は大久保明子。「二〇〇〇年のお正月にそれ（注・回文を作ること）以外に何をしたのか、今となってはぜんぜん思い出せない」くらい没頭して作ったと村上は語っている。

## 内容
回文は全部で45。「あ」から「わ」までの44文字に対応した回文がひとつずつ掲載されている（「よ」のみ2つあるので計45）。それぞれにかるたを模して描かれた友沢のイラストがあり、村上の小話、エッセイが添えられている。
回文の例。「浦和で蒔いた、ははは、と母は大麻で笑う」、「トナカイ好きな鱚、いか納豆」、「裸体が渋い武士がいたら」など。